# Acianthera prolifera
Acianthera prolifera är en orkidéart som först beskrevs av Herb. och John Lindley, och fick sitt nu gällande namn av Alec M. Pridgeon och Mark W. Chase. Acianthera prolifera ingår i släktet Acianthera och familjen orkidéer. Inga underarter finns listade i Catalogue of Life.

## Bildgalleri

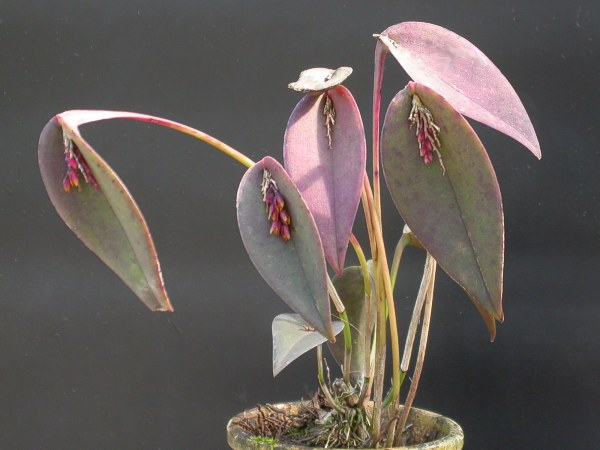
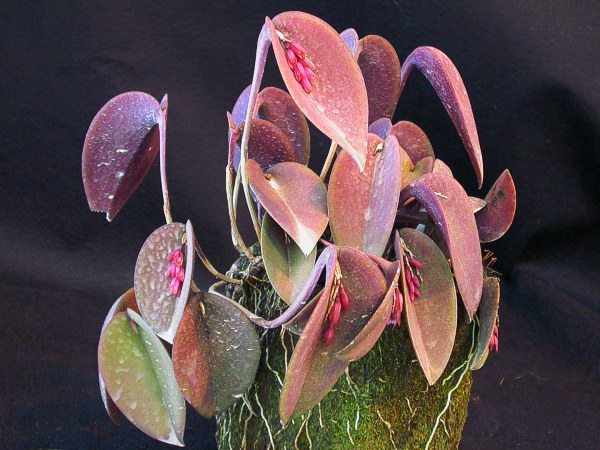
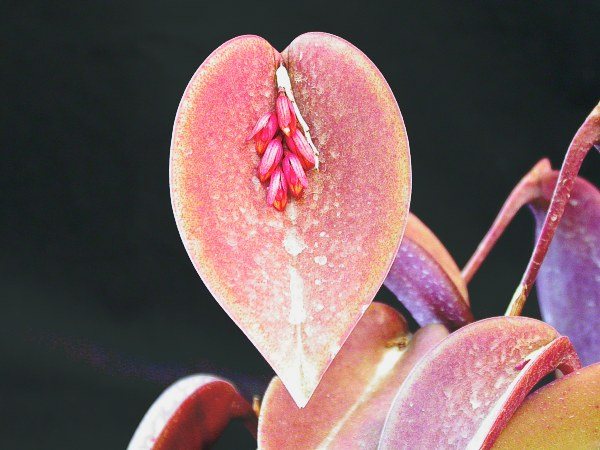
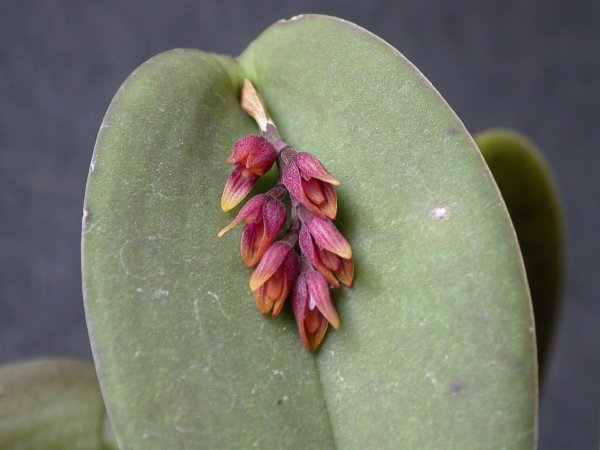
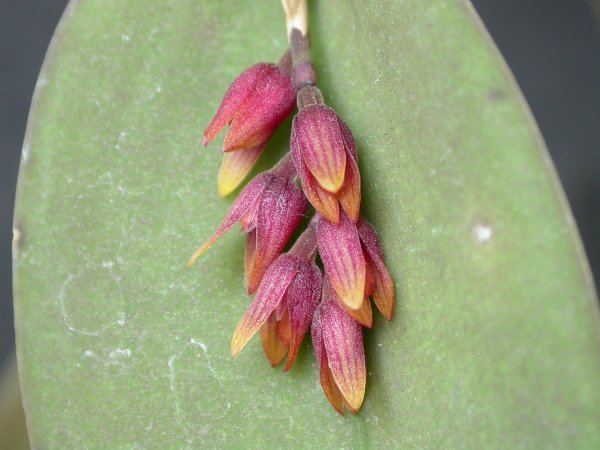
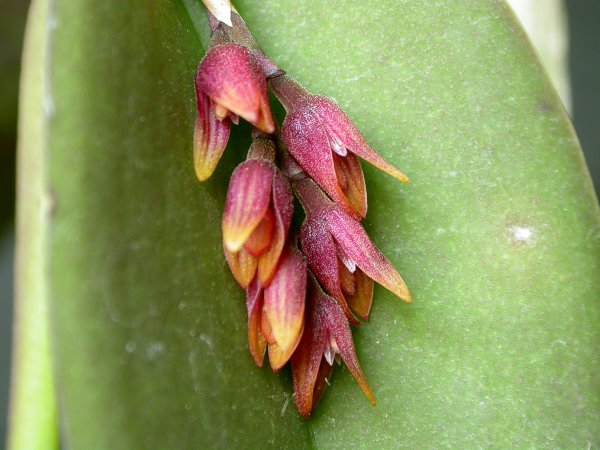